# 大阪府立西野田工科高等学校
大阪府立西野田工科高等学校（おおさかふりつ にしのだこうかこうとうがっこう）は、大阪府大阪市福島区にある公立高等学校。
全日制課程と定時制課程を併設する。全日制課程では1年次は共通科目を学び、2年次以降機械系・電気系・建築都市工学系・工業デザイン系の各系列に分かれて学習する。また定時制課程では総合学科を設置している。

## 沿革
大阪府下で最初の職工学校として1906年に設置が決議され、大阪府立職工学校として1908年に大阪市北区西野田大開町（現：福島区大開）の現在地に開校した。学校では、文部省（当時）の設置認可が下りた1907年を創立年と位置づけている。大阪府内の工業高等学校としては、大阪市立として設置された現在の大阪府立都島工業高等学校（1907年開校）とともに一番古い歴史を持っている。
1914年には西成郡今宮村大字今宮（現在の大阪市西成区）に今宮分校を設置した。今宮分校は1916年、大阪府立今宮職工学校（現在の大阪府立今宮工科高等学校）として分離独立している。今宮分校の独立に伴い大阪府立西野田職工学校への改称を実施した。1941年には大阪府立西野田工業学校へと改称している。
また1908年12月には附属工業補習職工夜間学校を併設している。夜間学校は西野田工業補習学校（1918年）・西野田高等補習学校（1923年）と改称されたのち、1935年に廃止されている。
1948年の学制改革により大阪府立西野田工業高等学校へと改称した。当初は全日制のみだったが、翌1949年には定時制課程を併設した。定時制課程は工業科4学科で出発したが、1996年には普通科を併設している。
大阪府の高等学校再編策により、2005年に大阪府立西野田工科高等学校へと改編された。全日制では従来の学科を「系」に再編した。また定時制では工業科・普通科を廃止して総合学科へと改編されている。
令和9年度をもって大阪府立今宮工科高校に統合の予定。 本校の校地は令和8年度まで活用し、令和9年度末をもって閉校の予定。

### 年表
- 1906年7月 - 大阪府会が設置を決議。
- 1907年10月 - 文部省が設置を認可。
- 1908年4月 - 大阪府立職工学校として開校。
- 1908年12月 - 附属工業補習職工夜間学校を開設。
- 1914年 - 今宮分校を設置。
- 1916年 - 今宮分校が独立。大阪府立西野田職工学校と改称。
- 1941年 - 大阪府立西野田工業学校と改称。
- 1948年 - 学制改革により、大阪府立西野田工業高等学校と改称。
- 1949年 - 定時制課程設置（4年制・工業科4学科）。
- 1993年 - 定時制課程で通信制との併修によって3年で卒業できる制度を導入。
- 1996年 - 定時制課程に普通科を併設。
- 2005年 - 学科改編により、大阪府立西野田工科高等学校となる。定時制課程を総合学科に改編。

## 著名な卒業生
- うつのみや理 - アニメーター。デザイン科卒業
- 大矢省三 - 元衆議院議員。旧制西野田職工学校卒業
- 梯郁太郎 - 技術者、エース電子工業・ローランド創業者。1946年旧制西野田工業学校卒業
- 丸谷明夫 - 大阪府立淀川工科高等学校名誉教諭、全日本吹奏楽連盟理事長。1964年電気科卒業
- 中裕司 - ゲームクリエイター・プロペ社長兼スクウェア・エニックス社員。1983年電気科卒業
- 西森洋一 - モンスターエンジン お笑い芸人 デザイン科卒業
- 内田滋 - 俳優 デザイン科卒業
- 野井成正 - インテリアデザイナー。デザイン科卒業
- 松浦輝夫 - 登山家（1970年、植村直己と共に日本人として初めてエベレストに登頂。）
- 徳永ゆうき - 演歌歌手

## 交通
- 阪神本線「野田駅」、Osaka Metro千日前線「野田阪神駅」、JR東西線「海老江駅」より西へ約600m
- 大阪環状線「野田駅」、Osaka Metro千日前線「玉川駅」より北西へ約700m